# US Orléans
US Orléans is een Franse voetbalclub uit Orléans in het departement Loiret.
De club werd in 1920 gesticht als Arago Sport Orléanais  en veranderde in 1976 zijn naam in US Orléans. In 1978 promoveerde de club naar de tweede klasse. De club eindigde meestal in de middenmoot met enkele uitschieters in 83/84 (6de), 84/85 (4de) en 87/88 (5de). Na veertien seizoenen kreeg de club te kampen met financiële problemen en in 1991/92 ging de club failliet na 27 wedstrijden. Voor de resterende vijf wedstrijden kreeg de tegenstander een 0-1-overwinning toegekend.
De club werd heropgericht en kon in 2010 promoveren naar de Championnat National, de derde klasse. Na vier seizoenen werd de club kampioen en promoveerde zo naar de Ligue 2. De club kon daar het behoud niet verzekeren en zakte weer, maar kon ook wel meteen terug promotie afdwingen. In 2020 volgde opnieuw een degradatie. 

## Eindklasseringen
- 1977 6e
Division 3
- 1978 1e
Division 3
- 1979 9e
Division 2
- 1980 11e
Division 2
- 1981 9e
Division 2
- 1982 9e
Division 2
- 1983 8e
Division 2
- 1984 6e
Division 2
- 1985 4e
Division 2
- 1986 7e
Division 2
- 1987 11e
Division 2
- 1988 5e
Division 2
- 1989 10e
Division 2
- 1990 12e
Division 2
- 1991 16e
Division 2
- 1992 17e
Division 2
- 1993 8e
Niveau 6
- 1994 3e
Niveau 6
- 1995 1e
Niveau 6
- 1996 6e
National 3
- 1997 7e
National 3
- 1998 14e
National 3
- 1999 5e
Niveau 6
- 2000 2e
Niveau 6
- 2001 2e
Niveau 6
- 2002 1e
Niveau 6
- 2003 7e
CFA2
- 2004 2e
CFA2
- 2005 3e
CFA
- 2006 10e
CFA
- 2007 6e
CFA
- 2008 5e
CFA
- 2009 4e
CFA
- 2010 1e
CFA
- 2011 9e
National
- 2012 7e
National
- 2013 8e
National
- 2014 1e
National
- 2015 18e
Ligue 2
- 2016 2e
National
- 2017 18e
Ligue 2
- 2018 12e
Ligue 2
- 2019 8e
Ligue 2
- 2020 20e
Ligue 2
- 2021 6e
National
- 2022 9e
National
- 2023 10e
National
- 2024 10e
National
- 2025 7e
National

- Niveau 2
- Niveau 3
- Niveau 4
- Niveau 5
- Niveau 6

## Records
Aantal toeschouwers: 11.680 op 3 mei 1989 tegen AS Monaco.